# Anosia cecilia
Anosia cecilia är en fjärilsart som beskrevs av Bougainville 1837. Anosia cecilia ingår i släktet Anosia och familjen praktfjärilar. Inga underarter finns listade i Catalogue of Life.